# Strake
Strakes  sind aerodynamische Baugruppen an Flugzeugen, die die Strömung über den Tragflächen bei hohen Anstellwinkeln in Kombination mit hoher Geschwindigkeit beeinflussen. Sie bestehen in einer Verlängerung der Anströmkante der Tragfläche am Übergang zwischen Tragfläche  und Rumpf. Strakes werden auch LERX genannt als Akronym von der englischen beschreibenden Bezeichnung Leading Edge Root EXtension.

## Wirkungsweise

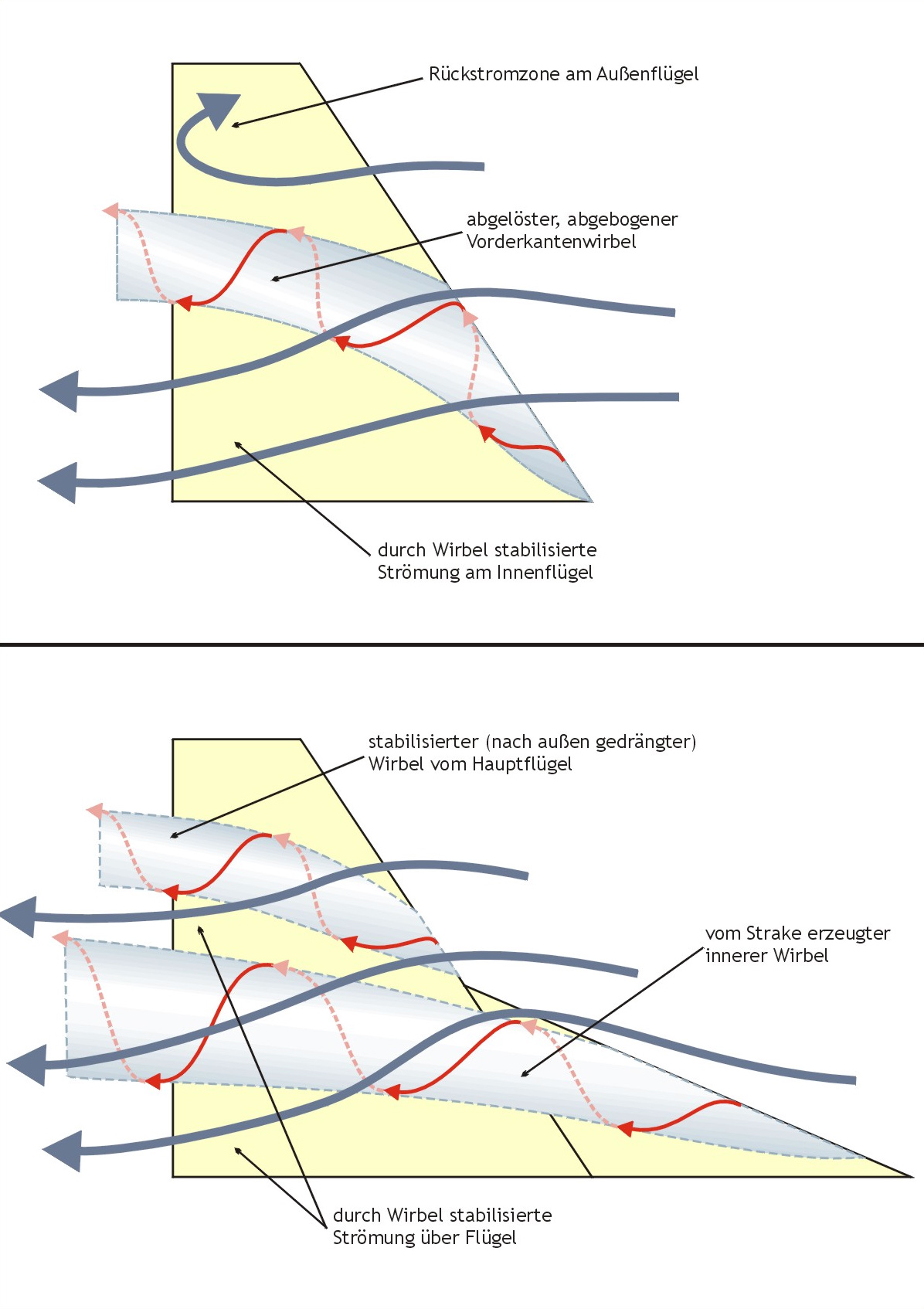
Darstellung des Strömungssystems am Flügel ohne (oben) und mit Strake (unten).
(Flugrichtung von links nach rechts)

An Flügeln kleiner Streckung, z. B. Deltaflügel und Trapezflügel an Kampfflugzeugen, löst sich die Strömung bei steigendem Anstellwinkel an der Vorderkante ab und bildet einen stabilen Vorderkantenwirbel (LEV = Leading-Edge-Vortex) über/entlang der Tragfläche. Dieser erzeugt starke Unterdrücke auf der Flügeloberseite und erhöht somit den Auftrieb. Dies führt zum sog. nichtlinearen Auftrieb.
Bei hohen Anstellwinkeln liegt der Vorderkantenwirbel nicht vollständig an der Vorderkante an, sondern „biegt“ der Hauptströmung folgend über den Flügel ab. Über dem Außenflügel entstehen so genannte Rückströmzonen. Der positive Effekt des Wirbels wirkt dann nur noch auf der Innenseite des Flügels, während die Strömung an der Außenseite zusammenbricht. Dabei verringern sich Auftrieb und Steuerwirkung.
Strakes sollen diesen Zusammenbruch der äußeren Strömung verhindern und das Wirbelsystem über der Tragfläche stabilisieren. Auf der Rumpfseite wird die Vorderkante des Hauptflügels stark gepfeilt nach vorne gezogen. Diese Verlängerung ist der Strake (LERX). Bei Anströmung mit positivem Anstellwinkel löst sich sowohl am Strake als auch an der Vorderkante des Hauptflügels je ein Wirbel ab. Der Strakewirbel verdrängt dabei den „abbiegenden“ Hauptwirbel nach außen und stabilisiert ihn über dem Außenflügel. So bleiben größere Bereiche des Flügels zur Auftriebserzeugung nutzbar und die Anströmung der Steuerflächen bleibt wirksamer.

### Weitere Möglichkeiten
Neben Strakes bestehen weitere Möglichkeiten, die Strömung über der Tragfläche, v. a. über dem Außenbereich, zu stabilisieren:
1. Grenzschichtzaun
2. Sägezahn (Aerodynamik)
3. Vortexgenerator
4. Absaugen/Ausblasen der Grenzschicht
5. Canardflügel

## Beispiele

Verschiedene Flugzeuge mit Strakes in der aerodynamischen Auslegung
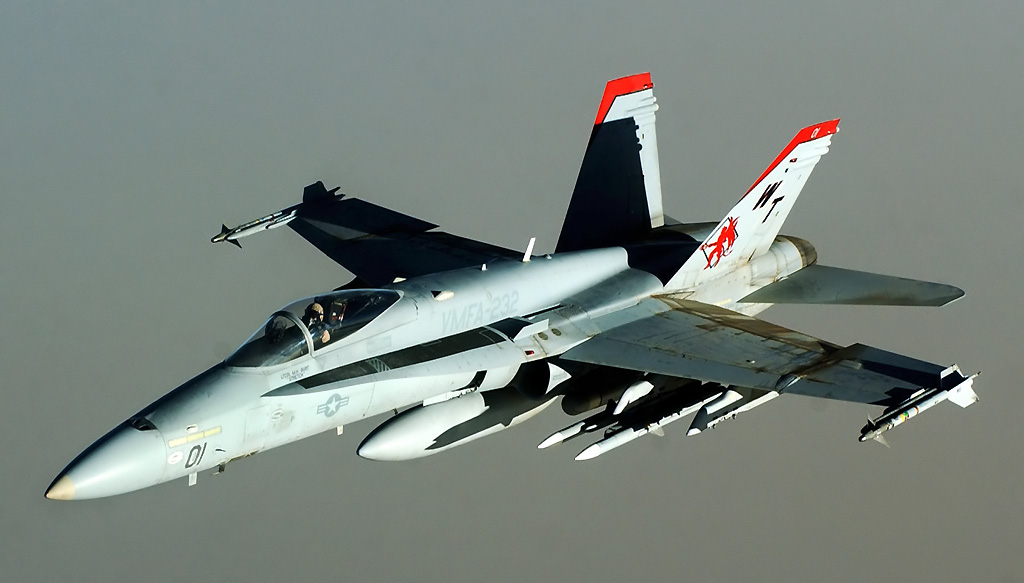
F/A-18C mit am Rumpf nach vorne laufendem ausgeprägtem Strake.
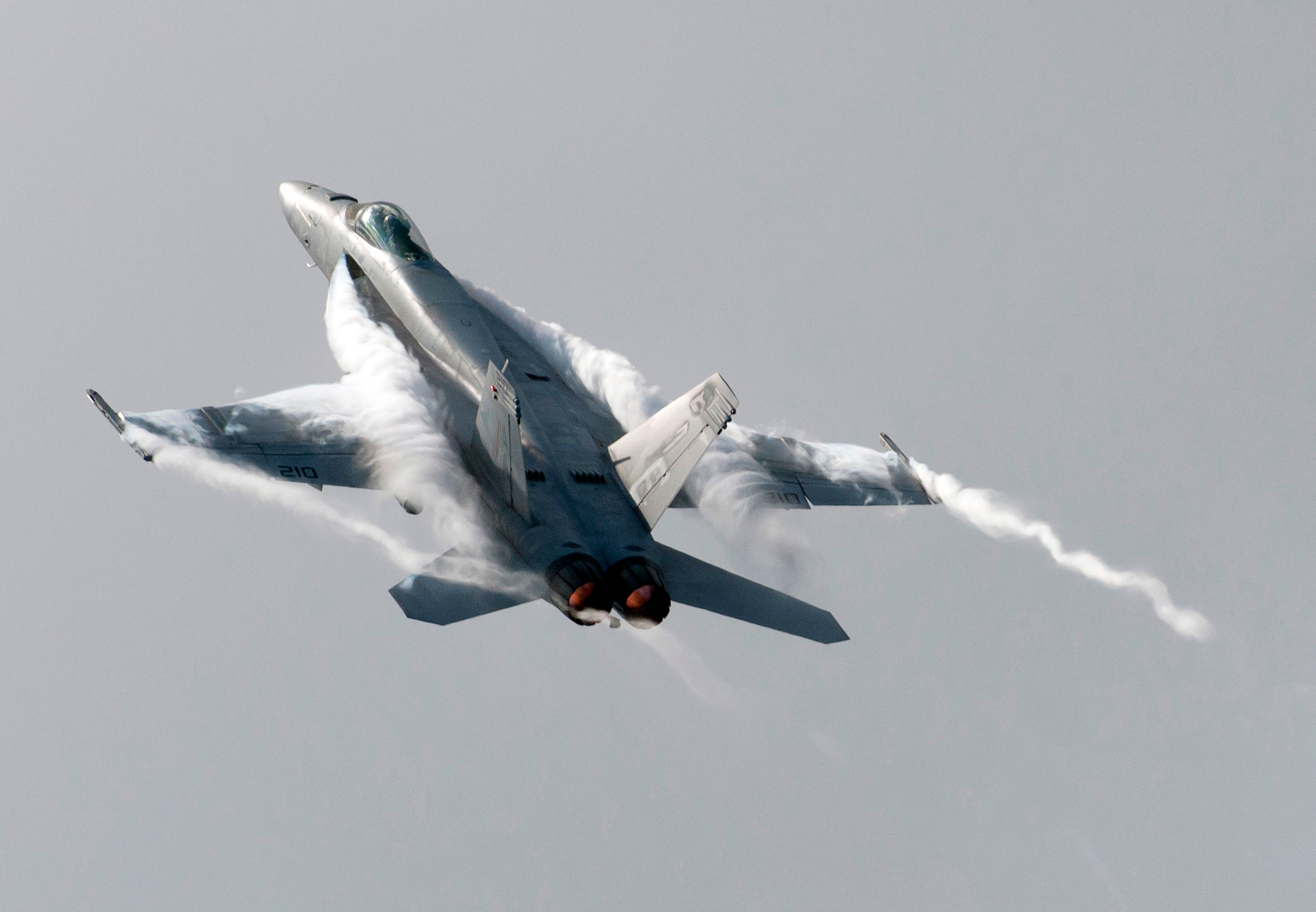
F/A-18 bei hohem Anstellwinkel mit sichtbarer Wirbelerzeugung an den Strakes.
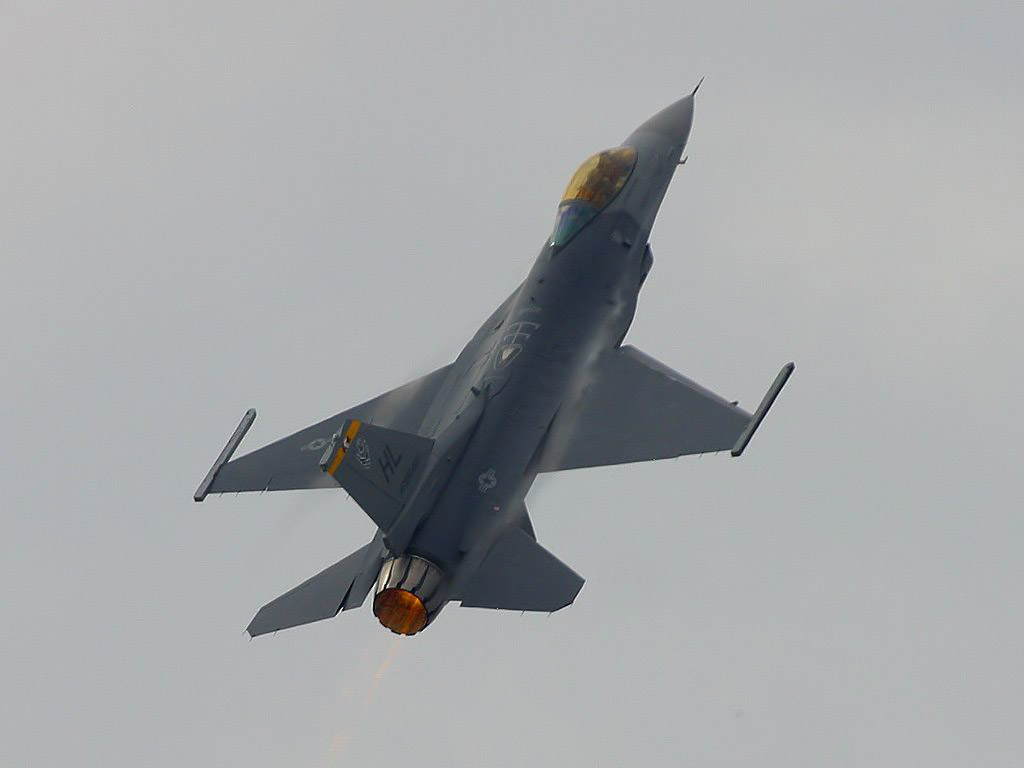
F-16 mit sichtbarer Wirbelerzeugung an „kleinen“ Strakes zwischen Cockpit und Flügelvorderkante.
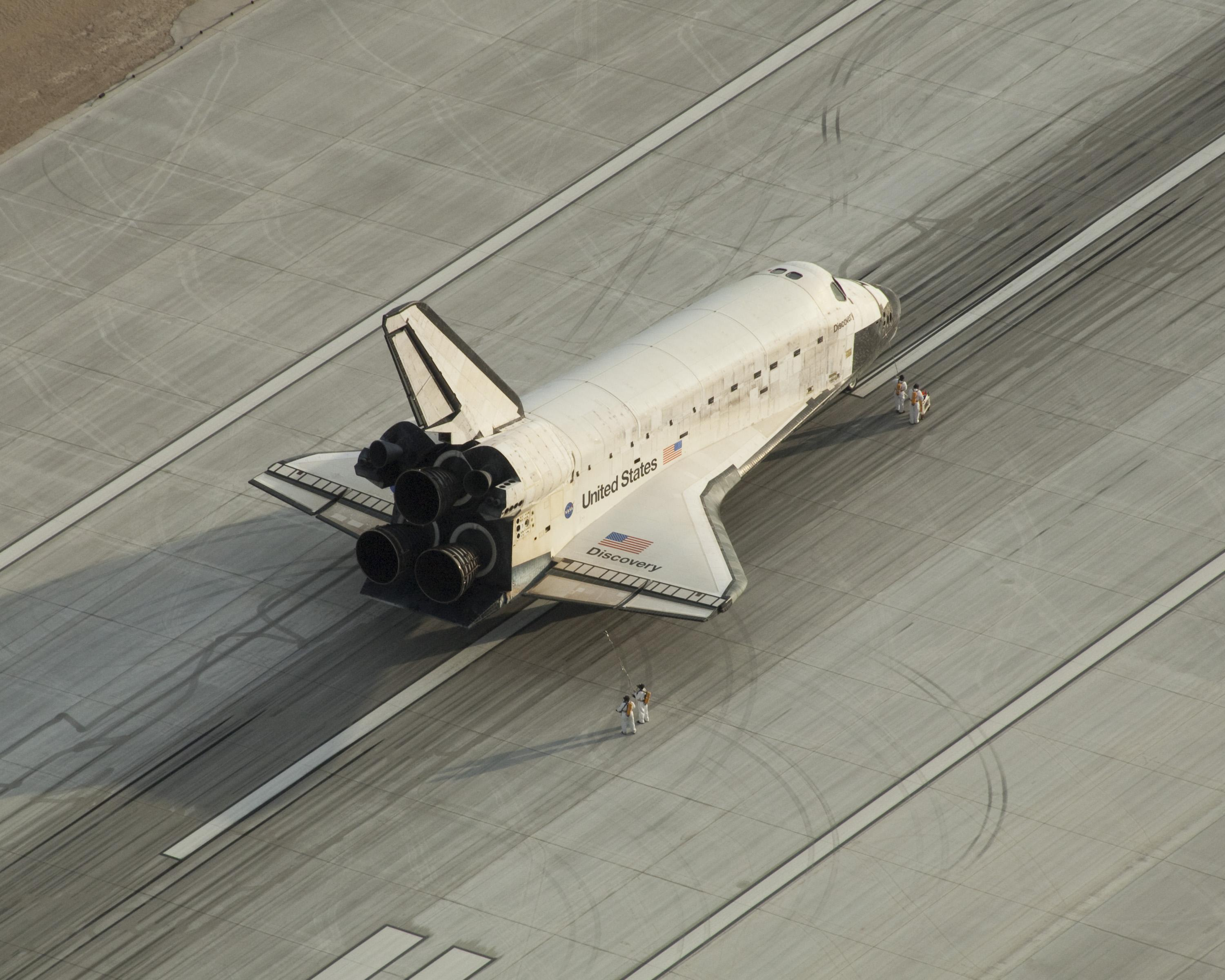
Space Shuttle mit Strakes, die sich bis zum Cockpit nach vorne erstrecken.
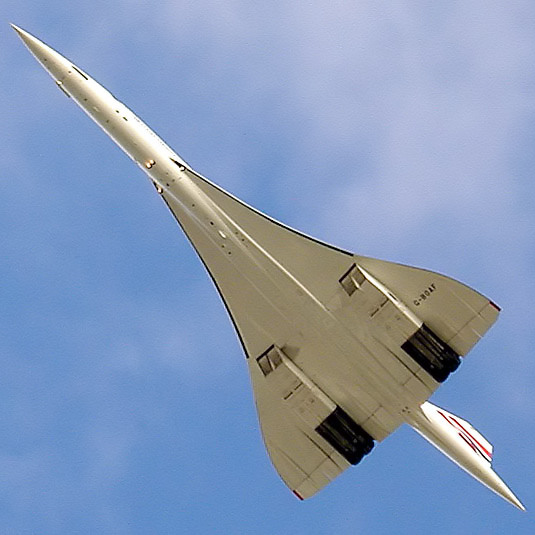
Die Flügel der Concorde gehen im vorderen Bereich fließend in Strakes über.